# کاترین دوفور
کاترین لادروپ-دوفور (به دانمارکی: Cathrine Dufour) (زادهٔ ۲ ژانویه ۱۹۹۲ میلادی) یک سوارکار زن درساژ اهل کشور دانمارک است. وی به نمایندگی از دانمارک در مسابقات سوارکاری المپیک ۲۰۱۶ ریو شرکت کرد و به مقام ۱۳ام انفرادی و ۶ام تیمی رسید او در بازی‌های المپیک تابستانی ۲۰۲۰ توکیو در ردهٔ ۴ام هر دو بخش درساژ تیمی و انفرادی به کار خود پایان داد.

## حرفهٔ ورزشی
دوفور سوارکاری را از سن ۵ سالگی آغاز کرد و در ۱۲ سالگی به تیم ملی سوارکاری پونی دانمارک پیوست. او چندین مدال و عنوان قهرمانی را دربخش سوارکاری نوجوانان و جوانان اروپا و دانمارک بدست آورد.کاترین دوفور به مدت یک سال تحصیلات خود را در رشتهٔ مدیریت اوقات فراغت و مدیریت ورزشی در دانشگاه ابسالون انجام داده‌است.

## نتایج بازی‌های المپیک
| سال  | بخش           | امتیاز | رده |
| ---- | ------------- | ------ | --- |
| ۲۰۱۶ | درساژ انفرادی | ۷۸٫۱۴۳ | ۱۳  |
| ۲۰۱۶ | درساژ تیمی    | ۷۴٫۳۱۱ | ۶   |
| ۲۰۲۰ | درساژ انفرادی | ۸۷٫۵۰۷ | ۴   |
| ۲۰۲۰ | درساژ تیمی    | ۷۵۴۰٫۰ | ۴   |

## علایق تجاری
دوفور در طول تحصیل خود شروع به تأسیس شرکت خود با نام کاترین درساژ کرد که در آن به آموزش سوارکاران جوان و تربیت اسبها می‌پردازد. او همچنین ویدیوهای آموزشییی را نیز برای پلتفرمی به نام کاترین استریم تهیه می‌کند. کاترین دوفور سفیر برند دانمارکی کیف آداکس است و با چندین برند دیگر از جمله شرکت ترول، کاوالریا توسکانا و اینداگزم همکاری می‌کند.

## زندگی شخصی
کاترین دوفور به صورت عمومی و آشکارا یک لزبین است و با راسمین لادروپ دختر فوببالیست پیشین دانمارک برایان لادروپ ازدواج کرده‌است. آنها در شهرک سوارکاری در فردنسبورگ و در شمال کپنهاگ زندگی می‌کردند.

## اسب‌ها
- آتراپگاردز کیسیدی
- بوهیمین
- اترنیتی
- ایدک ساوتیرنیس
- پرفکت بریلیتن
- وومس آمیگوز